# Domaine de Nakatsu

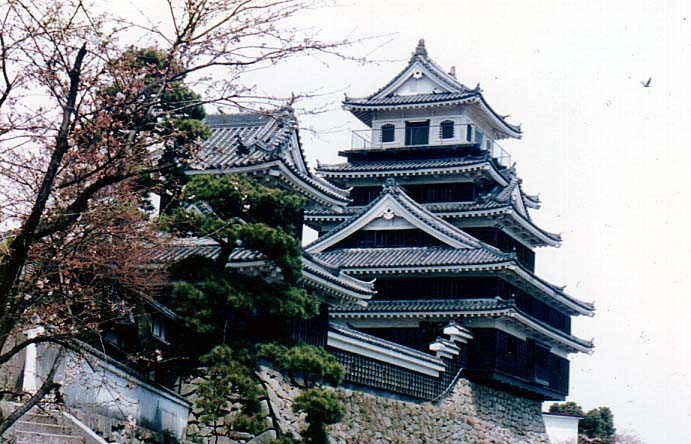
Château de Nakatsu.

Le domaine de Nakatsu (中津藩, Nakatsu-han) était un domaine féodal japonais de l'époque d'Edo. Son quartier général se trouvait au château de Nakatsu dans ce qui est à présent la ville de Nakatsu, à Kyushu.
Fukuzawa Yukichi, le savant de l'ère Meiji, était un ancien samouraï du domaine de Nakatsu.

## Liste  desdaimyos
- Clan Hosokawa, 1600-1632 (tozama daimyo ; 399 000 koku)

1. Tadaoki Hosokawa

Hosokawa Tadatoshi dirigea Nakatsu après le retrait de Tadaoki pour le compte du domaine de Kokura.
- Clan Ogasawara, 1632-1716 (fudai daimyo ; 80 000 à 40 000 koku)

1. Nagatsugu
2. Nagakatsu
3. Nagatane
4. Naganobu
5. Nagasato

- Clan Okudaira, 1717-1872 (fudai ; 100 000 koku)

1. Masashige
2. Masaatsu
3. Masaka
4. Masao
5. Masataka
6. Masanobu
7. Masamichi
8. Masamoto
9. Masayuki